# Litoporus secoya
Litoporus secoya är en spindelart som beskrevs av Huber 2000. Litoporus secoya ingår i släktet Litoporus och familjen dallerspindlar.
Artens utbredningsområde är Colombia. Inga underarter finns listade i Catalogue of Life.